# كدسورة ضيقة الأوراق
كدسورة ضيقة الأوراق (الاسم العلمي:Kadsura angustifolia) هي نوع من النباتات يتبع جنس الكدسورة من الفصيلة الشزندرية.